# Siamese friends
Siamese friends is het tweede studioalbum dat Iain Matthews (dan nog Ian Matthews) opnam voor Rockburgh Records. Muziekproducent was opnieuw Sandy Roberton. De begeleidingband en Matthews trokken opnieuw de Chipping Norton Studio in voor een album dat niet zo succesvol was als het vorige.

## Musici
- Iain Matthews – zang, akoestische gitaar
- Mark Griffiths – gitaar, basgitaar, zang
- Bob Metzger – gitaar
- Mick Weaver ( ook onder zijn pseudoniem Wynder K. Frog) – toetsinstrumenten
- Jim Russell – slagwerk
- Graig Buhler – saxofoons

met
- Mel Collins – saxofoon op Anna, Home somewhere en Survival
- Joel Trep – slide guitar
- Simon Morton – percussie

## Muziek
| Nr. | Titel                                              | Duur |
| --- | -------------------------------------------------- | ---- |
| 1.  | You don’t see me (Matthews, Griffiths, Metzger)    | 4:04 |
| 2.  | Survival (Marc Jordan)                             | 3:23 |
| 3.  | Heatwave (Matthes, Griffiths)                      | 4:22 |
| 4.  | Home somewhere (Jules Shear)                       | 3:38 |
| 5.  | Crying in the night (Stevie Nicks)                 | 3:34 |
| 6.  | The baby she’s on the street (Jona Lewie)          | 3:37 |
| 7.  | Hearts on the line (Matthews, Griffiths, Caldwell) | 4:14 |
| 8.  | Anna (John Martyn)                                 | 3:27 |
| 9.  | Lies (the chase) (Matthews, Griffiths)             | 3:33 |
| 10. | Runaway (Matthews)                                 | 3:34 |